# Sacramento kommun, Mexiko
Sacramento är en kommun i Mexiko.   Den ligger i delstaten Coahuila, i den centrala delen av landet, 900 km norr om huvudstaden Mexico City. Arean är 169 kvadratkilometer.
Terrängen i Sacramento är varierad.